# Lijst van VOC-commandeurs van Malabar
Malabar was een gebied van de Vereenigde Oostindische Compagnie dat bestuurd werd door een commandeur, hier een lijst van deze commandeurs. 
- 1663-1665 Ludolph van Coulster
- 1665-1667 IJsbrand Godske(n). In 1672 gouverneur van Kaap de Goede Hoop
- 1667-1669 Lucas van der Dussen
- 1670-1677 Hendrik Adriaan van Reede tot Drakestein
- 1677-1678 Jacob Lobs uit Medemblik? In 1682 gouverneur van de Molukken.
- 1678-1683 Marten Huysman
- 1683-1687 Gelmer Vosburgh
- 1688-1693 Isaack van Dielen
- 1693-1694 Alexander Wigman
- 1694-1696 Adriaan van Ommen
- 1697-1701 Magnus Wichelman
- 1701-1704 Abraham Vink
- 1704-1708 Willem Moerman
- 1708-1709 Adam van der Duijn
- 1709-1716 Barend Ketel
- 1716-1723 Johannes Hertenberg
- 1723-1731 Jacob de Jong
- 1731 Wouter Hendriks
- 1731-1734 Adriaan Maten
- 1734-1742 Julius Valentijn Steijn van Gollonese
- 1742-1747 Reinierus Siersma
- 1747-1751 Corijn Stevens
- 1751 Abraham Cornelis de la Haye
- 1751-1756 Frederik Cunes
- 1756-1761 Casparus de Jong
- 1761-1764 Godefried Weyerman
- 1764-1768 Cornelis Breekpot
- 1768-1770 Christiaan Lodewijk Senff
- 1770-1781 Adriaan Moens
- 1781-1793 Johan Gerard van Angelbeek
- 1793-1795 Jan Lambertus van Spall

## Bron
https://www.vocsite.nl/geschiedenis/handelsposten/malabar.html